# Coupe du monde d'escalade de 2013
Navigation
24e édition 26e édition
La coupe du monde d'escalade 2013 est la 25e édition de la coupe du monde d'escalade. Elle se tient du 22 mars au 17 novembre 2013. Elle comporte huit épreuves de difficulté, huit de bloc et sept de vitesse.

## Faits marquants
Anna Stöhr remporte la coupe du monde d'escalade de bloc féminin avant d'en disputer les deux dernières étapes.

## Classement général
| Catégories | Or                    | Or         | Argent         | Argent     | Bronze                   | Bronze     |
| ---------- | --------------------- | ---------- | -------------- | ---------- | ------------------------ | ---------- |
| Difficulté | Sachi Amma (2)        | 572 points | Jakob Schubert | 535 points | Ramón Julián Puigblanque | 420 points |
| Difficulté | Jain Kim (2)          | 625 points | Mina Markovic  | 605 points | Momoka Oda               | 491 points |
| Bloc       | Dmitrii Sharafutdinov | 516 points | Jakob Schubert | 394 points | Sean McColl              | 377 points |
| Bloc       | Anna Stöhr (4)        | 700 points | Akiyo Noguchi  | 480 points | Alex Puccio              | 438 points |
| Vitesse    | Stanislav Kokorin (3) | 510 points | Libor Hroza    | 405 points | QiXin Zhong              | 360 points |
| Vitesse    | Alina Gaidamakina (2) | 515 points | Iuliia Kaplina | 471 points | Aleksandra Rudzinska     | 402 points |
| Combiné    | Jakob Schubert (3)    | 755 points | Sean McColl    | 651 points | Sachi Amma               | 507 points |
| Combiné    | Mina Markovic (2)     | 648 points | Akiyo Noguchi  | 634 points | Momoka Oda               | 628 points |

## Étapes
| Dates                               | Lieu         | Difficulté | Bloc     | Vitesse  |
| ----------------------------------- | ------------ | ---------- | -------- | -------- |
| 22 mars 2013-23 mars 2013           | Chongqing    | -          | X        | X        |
| 5 avril 2013-6 avril 2013           | Millau       | -          | X        | -        |
| 26 avril 2013-27 avril 2013         | Kitzbühel    | -          | X        | -        |
| 11 mai 2013-12 mai 2013             | Log-Dragomer | -          | X        | -        |
| 17 mai 2013-18 mai 2013             | Innsbruck    | -          | X        | -        |
| 1er juin 2013-2 juin 2013           | Toronto      | -          | X        | -        |
| 7 juin 2013-8 juin 2013             | Vail         | -          | X        | -        |
| 22 juin 2013-23 juin 2013           | Bakou        | -          | -        | X        |
| 19 juillet 2013-20 juillet 2013     | Briançon     | X          | -        | -        |
| 9 août 2013-10 août 2013            | Imst         | X          | -        | -        |
| 24 août 2013-25 août 2013           | Munich       | -          | X        | -        |
| 7 septembre 2013                    | Arco         | -          | -        | X        |
| 20 septembre 2013-21 septembre 2013 | Puurs        | X          | -        | -        |
| 27 septembre 2013-29 septembre 2013 | Perm         | X          | -        | X        |
| 11 octobre 2013-12 octobre 2013     | Mokpo        | X          | -        | X        |
| 15 octobre 2013-16 octobre 2013     | Haiyang      | -          | -        | X        |
| 19 octobre 2013-20 octobre 2013     | Wujiang      | X          | -        | X        |
| 1er novembre 2013-2 novembre 2013   | Valence      | X          | -        | -        |
| 16 novembre 2013-17 novembre 2013   | Kranj        | X          | -        | -        |
| Total : 19 étapes                   |              | 8 étapes   | 8 étapes | 7 étapes |

## Podiums des étapes

### Difficulté

#### Hommes
| Étapes       | Lieu                 | Or                            | Argent         | Bronze                   |
| ------------ | -------------------- | ----------------------------- | -------------- | ------------------------ |
| 19 juillet   | Briançon (France)    | Ramón Julián Puigblanque (19) | Sachi Amma     | Cédric Lachat            |
| 9 août       | Imst (Autriche)      | Sachi Amma (3)                | Jakob Schubert | Ramón Julián Puigblanque |
| 20 septembre | Puurs (Belgique)     | Jakob Schubert (11)           | Sachi Amma     | Sean McColl              |
| 27 septembre | Perm (Russie)        | Ramón Julián Puigblanque (20) | Jakob Schubert | Hyunbin Min              |
| 11 octobre   | Mokpo (Corée Du Sud) | Sachi Amma (4)                | Hyunbin Min    | Sean McColl              |
| 19 octobre   | Wujiang (Chine)      | Sachi Amma (5)                | Sean McColl    | Jakob Schubert           |
| 1er novembre | Valence (France)     | Adam Ondra (6)                | Sean McColl    | Gautier Supper           |
| 16 novembre  | Kranj (Slovénie)     | Jakob Schubert (12)           | Adam Ondra     | Sachi Amma               |

#### Femmes
| Étapes       | Lieu                 | Or                 | Argent         | Bronze         |
| ------------ | -------------------- | ------------------ | -------------- | -------------- |
| 19 juillet   | Briançon (France)    | Jain Kim (15)      | Mina Markovic  | Hélène Janicot |
| 9 août       | Imst (Autriche)      | Mina Markovic (11) | Momoka Oda     | Jain Kim       |
| 20 septembre | Puurs (Belgique)     | Jain Kim (16)      | Mina Markovic  | Momoka Oda     |
| 27 septembre | Perm (Russie)        | Jain Kim (17)      | Magdalena Röck | Momoka Oda     |
| 11 octobre   | Mokpo (Corée Du Sud) | Mina Markovic (12) | Jain Kim       | Momoka Oda     |
| 19 octobre   | Wujiang (Chine)      | Mina Markovic (13) | Jain Kim       | Magdalena Röck |
| 1er novembre | Valence (France)     | Jain Kim (18)      | Mina Markovic  | Momoka Oda     |
| 16 novembre  | Kranj (Slovénie)     | Momoka Oda (2)     | Akiyo Noguchi  | Mina Markovic  |

### Bloc

#### Hommes
| Étapes   | Lieu                    | Or                         | Argent                   | Bronze                |
| -------- | ----------------------- | -------------------------- | ------------------------ | --------------------- |
| 22 mars  | Chongqing (Chine)       | Dmitrii Sharafutdinov (9)  | Jakob Schubert           | Tsukuru Hori          |
| 5 avril  | Millau (France)         | Kilian Fischhuber (19)     | Guillaume Glairon Mondet | Jorg Verhoeven        |
| 26 avril | Kitzbühel (Autriche)    | Jakob Schubert (2)         | Guillaume Glairon Mondet | Dmitrii Sharafutdinov |
| 11 mai   | Log-Dragomer (Slovénie) | Sean McColl                | Jan Hojer                | Dmitrii Sharafutdinov |
| 17 mai   | Innsbruck (Autriche)    | Jan Hojer                  | Dmitrii Sharafutdinov    | Kilian Fischhuber     |
| 1er juin | Toronto (Canada)        | Kilian Fischhuber (20)     | Jorg Verhoeven           | Jakob Schubert        |
| 7 juin   | Vail (États-Unis)       | Dmitrii Sharafutdinov (10) | Rustam Gelmanov          | Jorg Verhoeven        |
| 24 août  | Munich (Allemagne)      | Rei Sugimoto               | Thomas Tauporn           | Rustam Gelmanov       |

#### Femmes
| Étapes   | Lieu                    | Or              | Argent          | Bronze        |
| -------- | ----------------------- | --------------- | --------------- | ------------- |
| 22 mars  | Chongqing (Chine)       | Anna Stöhr (14) | Momoka Oda      | Alex Puccio   |
| 5 avril  | Millau (France)         | Anna Stöhr (15) | Shauna Coxsey   | Akiyo Noguchi |
| 26 avril | Kitzbühel (Autriche)    | Anna Stöhr (16) | Akiyo Noguchi   | Alex Puccio   |
| 11 mai   | Log-Dragomer (Slovénie) | Anna Stöhr (17) | Mélissa Le Nevé | Shauna Coxsey |
| 17 mai   | Innsbruck (Autriche)    | Juliane Wurm    | Anna Stöhr      | Akiyo Noguchi |
| 1er juin | Toronto (Canada)        | Anna Stöhr (18) | Akiyo Noguchi   | Alex Puccio   |
| 7 juin   | Vail (États-Unis)       | Anna Stöhr (19) | Akiyo Noguchi   | Alex Puccio   |
| 24 août  | Munich (Allemagne)      | Anna Stöhr (20) | Alex Puccio     | Shauna Coxsey |

### Vitesse

#### Hommes
| Étapes       | Lieu                 | Or                        | Argent                    | Bronze                 |
| ------------ | -------------------- | ------------------------- | ------------------------- | ---------------------- |
| 22 mars      | Chongqing (Chine)    | Stanislav Kokorin (6)     | Libor Hroza               | QiXin Zhong            |
| 22 juin      | Bakou (Azerbaïdjan)  | Stanislav Kokorin (7)     | Yaroslav Gontaryk         | Leonardo Gontero       |
| 7 septembre  | Arco (Italie)        | Libor Hroza (3)           | QiXin Zhong               | Stanislav Kokorin      |
| 27 septembre | Perm (Russie)        | Arsenii Shevchenko        | Libor Hroza               | QiXin Zhong            |
| 11 octobre   | Mokpo (Corée du Sud) | QiXin Zhong (6)           | Libor Hroza               | Stanislav Kokorin      |
| 15 octobre   | Haiyang (Chine)      | Reza Alipourshenazandifar | Stanislav Kokorin         | Evgenii Vaitsekhovskii |
| 19 octobre   | Wujiang (Chine)      | Stanislav Kokorin (8)     | Reza Alipourshenazandifar | Yaroslav Gontaryk      |

#### Femmes
| Étapes       | Lieu                 | Or                       | Argent               | Bronze               |
| ------------ | -------------------- | ------------------------ | -------------------- | -------------------- |
| 22 mars      | Chongqing (Chine)    | Aleksandra Rudzinska (2) | Yuliya Levochkina    | Iuliia Kaplina       |
| 22 juin      | Bakou (Azerbaïdjan)  | Iuliia Kaplina           | Alina Gaidamakina    | Aleksandra Rudzinska |
| 7 septembre  | Arco (Italie)        | Alina Gaidamakina (5)    | Mariia Krasavina     | Kseniya Polekhina    |
| 27 septembre | Perm (Russie)        | Alina Gaidamakina (6)    | Yuliya Levochkina    | Mariia Krasavina     |
| 11 octobre   | Mokpo (Corée du Sud) | Iuliia Kaplina (2)       | Alina Gaidamakina    | Yuliya Levochkina    |
| 15 octobre   | Haiyang (Chine)      | Alina Gaidamakina (7)    | Aleksandra Rudzinska | Mariia Krasavina     |
| 19 octobre   | Wujiang (Chine)      | Iuliia Kaplina (3)       | Mariia Krasavina     | Yuliya Levochkina    |

## Classements

### Général
| Rang      | Nom                   | Points |
| --------- | --------------------- | ------ |
| Vainqueur | Jakob Schubert        | 710    |
| 2e        | Sean McColl           | 651    |
| 3e        | Sachi Amma            | 507    |
| 4e        | Dmitrii Sharafutdinov | 426    |
| 5e        | Thomas Tauporn        | 296    |
| 6e        | Cédric Lachat         | 270    |
| 7e        | Domen Skofic          | 210    |
| 8e        | Mario Lechner         | 166    |
| 9e        | Klemen Becan          | 157    |
| 10e       | Urban Primozic        | 148    |

| Rang      | Nom                  | Points |
| --------- | -------------------- | ------ |
| Vainqueur | Mina Markovic        | 648    |
| 2e        | Momoka Oda           | 593    |
| 3e        | Akiyo Noguchi        | 591    |
| 4e        | Jain Kim             | 529    |
| 5e        | Katharina Saurwein   | 403    |
| 6e        | Dinara Fakhritdinova | 318    |
| 7e        | Hélène Janicot       | 287    |
| 8e        | Katharina Posch      | 217    |
| 9e        | Yuka Kobayashi (ja)  | 182    |
| 10e       | Nikki Van Bergen     | 177    |

### Difficulté
| Place | Grimpeur                 | Étape de coupe du monde | Étape de coupe du monde | Étape de coupe du monde | Étape de coupe du monde | Étape de coupe du monde | Étape de coupe du monde | Étape de coupe du monde | Étape de coupe du monde | Total de points |
| Place | Grimpeur                 | [ 4 ]                   | [ 5 ]                   | [ 6 ]                   | [ 7 ]                   | [ 8 ]                   | [ 9 ]                   | [ 10 ]                  | [ 11 ]                  | Total de points |
| ----- | ------------------------ | ----------------------- | ----------------------- | ----------------------- | ----------------------- | ----------------------- | ----------------------- | ----------------------- | ----------------------- | --------------- |
| 1er   | Sachi Amma               | 80 (2e)                 | 100 (1er)               | 80 (2e)                 | -                       | 100 (1er)               | 100 (1er)               | 47 (6e)                 | 65 (3e)                 | 572             |
| 2e    | Jakob Schubert           | 8 (23e)                 | 80 (2e)                 | 100 (1er)               | 80 (2e)                 | 55 (4e)                 | 65 (3e)                 | 55 (4e)                 | 100 (1er)               | 535             |
| 3e    | Ramón Julián Puigblanque | 100 (1er)               | 65 (3e)                 | 43 (7e)                 | 100 (1er)               | 32 (10e)                | 18 (17e)                | 40 (8e)                 | 40 (8e)                 | 420             |
| 4e    | Hyunbin Min              | 26 (13e)                | 55 (4e)                 | 40 (8e)                 | 65 (3e)                 | 80 (2e)                 | -                       | 43 (7e)                 | 51 (5e)                 | 360             |
| 5e    | Sean McColl              | -                       | 34 (10e)                | 65 (3e)                 | -                       | 65 (3e)                 | 80 (2e)                 | 80 (2e)                 | 32 (10e)                | 356             |
| 6e    | Romain Desgranges        | 20 (16e)                | 40 (8e)                 | 55 (4e)                 | 51 (5e)                 | 51 (5e)                 | 51 (4e)                 | 51 (5e)                 | 43 (7e)                 | 346             |
| 7e    | Gautier Supper           | 43 (7e)                 | 43 (7e)                 | 31 (11e)                | 47 (6e)                 | 37 (9e)                 | 43 (7e)                 | 65 (3e)                 | 55 (4e)                 | 333             |
| 8e    | Manuel Romain            | 51 (4e)                 | 37 (9e)                 | 51 (5e)                 | 43 (7e)                 | 43 (7e)                 | 47 (6e)                 | 37 (9e)                 | 47 (6e)                 | 319             |
| 9e    | Domen Skofic             | 55 (4e)                 | -                       | 37 (9e)                 | 37 (9e)                 | 47 (6e)                 | 31 (11e)                | 31 (11e)                | 7 (24e)                 | 245             |
| 10e   | Stefano Ghisolfi         | 47 (6e)                 | -                       | 26 (13e)                | 40 (8e)                 | 40 (8e)                 | 37 (9e)                 | 34 (10e)                | 6 (25e)                 | 232             |

| - Vainqueur - 2e place - 3e place | - Finaliste - Demi-finaliste - Classé, dans les points | - Classé, hors des points - Disqualifié (Dq.) - N'a pas participé ( - ) |

| Place | Grimpeuse            | Étape de coupe du monde | Étape de coupe du monde | Étape de coupe du monde | Étape de coupe du monde | Étape de coupe du monde | Étape de coupe du monde | Étape de coupe du monde | Étape de coupe du monde | Total de points |
| Place | Grimpeuse            | [ 12 ]                  | [ 13 ]                  | [ 14 ]                  | [ 15 ]                  | [ 16 ]                  | [ 17 ]                  | [ 18 ]                  | [ 19 ]                  | Total de points |
| ----- | -------------------- | ----------------------- | ----------------------- | ----------------------- | ----------------------- | ----------------------- | ----------------------- | ----------------------- | ----------------------- | --------------- |
| 1er   | Jain Kim             | 100 (1er)               | 65 (3e)                 | 100 (1er)               | 100 (1er)               | 80 (2e)                 | 80 (2e)                 | 100 (1er)               | 55 (4e)                 | 625             |
| 2e    | Mina Markovic        | 80 (2e)                 | 100 (1er)               | 80 (2e)                 | 55 (4e)                 | 100 (1er)               | 100 (1er)               | 80 (2e)                 | 65 (3e)                 | 605             |
| 3e    | Momoka Oda           | 12 (20e)                | 80 (2e)                 | 65 (3e)                 | 65 (3e)                 | 65 (3e)                 | 51 (5e)                 | 65 (3e)                 | 100 (1er)               | 491             |
| 4e    | Magdalena Röck       | 40 (8e)                 | 51 (5e)                 | 40 (8e)                 | 80 (2e)                 | 47 (6e)                 | 65 (3e)                 | 40 (8e)                 | 51 (5e)                 | 374             |
| 6e    | Dinara Fakhritdinova | 55 (4e)                 | 40 (8e)                 | 55 (4e)                 | 47 (6e)                 | -                       | 55 (4e)                 | 55 (4e)                 | 47 (6e)                 | 354             |
| 5e    | Hélène Janicot       | 65 (3e)                 | 55 (4e)                 | 43 (7e)                 | 51 (5e)                 | 55 (4e)                 | 34 (10e)                | 24 (14e)                | 37 (9e)                 | 340             |
| 8e    | Akiyo Noguchi        | 47 (6e)                 | -                       | 51 (5e)                 | -                       | 43 (7e)                 | 37 (9e)                 | 43 (7e)                 | 80 (2e)                 | 301             |
| 7e    | Katharina Posch      | 43 (7e)                 | 26 (13e)                | 31 (11e)                | 43 (7e)                 | 31 (11e)                | 43 (7e)                 | 37 (9e)                 | 31 (11e)                | 259             |
| 9e    | Anak Verhoeven       | 20 (16e)                | -                       | 47 (6e)                 | -                       | -                       | 51 (5e)                 | 51 (5e)                 | 43 (7e)                 | 212             |
| 10e   | Nikki Van Bergen     | 37 (9e)                 | 10 (21e)                | 20 (16e)                | 24 (13e)                | 37 (9e)                 | 47 (6e)                 | 31 (11e)                | 10 (21e)                | 206             |

| - Vainqueur - 2e place - 3e place | - Finaliste - Demi-finaliste - Classé, dans les points | - Classé, hors des points - Disqualifié (Dq.) - N'a pas participé ( - ) |

### Bloc
| Place | Grimpeur                 | Étape de coupe du monde | Étape de coupe du monde | Étape de coupe du monde | Étape de coupe du monde | Étape de coupe du monde | Étape de coupe du monde | Étape de coupe du monde | Étape de coupe du monde | Total de points |
| Place | Grimpeur                 | [ 20 ]                  | [ 21 ]                  | [ 22 ]                  | [ 23 ]                  | [ 24 ]                  | [ 25 ]                  | [ 26 ]                  | [ 27 ]                  | Total de points |
| ----- | ------------------------ | ----------------------- | ----------------------- | ----------------------- | ----------------------- | ----------------------- | ----------------------- | ----------------------- | ----------------------- | --------------- |
| 1er   | Dmitry Sharafutdinov     | 100 (1er)               | 51 (5e)                 | 65 (3e)                 | 65 (3e)                 | 80 (2e)                 | -                       | 100 (1er)               | 55 (4e)                 | 516             |
| 2e    | Jakob Schubert           | 80 (2e)                 | 26 (13e)                | 100 (1er)               | 37 (9e)                 | 41 (7e)                 | 65 (3e)                 | 37 (9e)                 | 34 (10e)                | 394             |
| 3e    | Sean McColl              | -                       | 37 (9e)                 | 43 (7e)                 | 100 (1er)               | 55 (4e)                 | 47 (6e)                 | 55 (4e)                 | 40 (8e)                 | 377             |
| 4e    | Rustam Gelmanov          | 55 (4e)                 | 47 (6e)                 | 40 (8e)                 | 34 (10e)                | 31 (11e)                | 51 (5e)                 | 80 (2e)                 | 65 (3e)                 | 372             |
| 5e    | Kilian Fischhuber        | -                       | 100 (1er)               | 9 (22e)                 | 22 (15e)                | 65 (3e)                 | 100 (1er)               | 51 (5e)                 | 24 (14e)                | 371             |
| 6e    | Guillaume Glairon Mondet | 47 (6e)                 | 80 (2e)                 | 80 (2e)                 | 28 (12e)                | 47 (6e)                 | 43 (7e)                 | 28 (12e)                | 0 (39e)                 | 353             |
| 7e    | Jorg Verhoeven           | 37 (9e)                 | 65 (3e)                 | 28 (12e)                | 26 (13e)                | 51 (5e)                 | 80 (2e)                 | 65 (3e)                 | 6 (25e)                 | 352             |
| 8e    | Jan Hojer                | 26 (13e)                | 6 (25e)                 | 37 (9e)                 | 80 (2e)                 | 100 (1er)               | 40 (8e)                 | 28 (3e)                 | 37 (7e)                 | 332             |
| 9e    | Thomas Caleyron          | 51 (5e)                 | 24 (14e)                | 24 (14e)                | 24 (14e)                | 26 (13e)                | 28 (12e)                | 40 (8e)                 | -                       | 217             |
| 10e   | Sugimoto Rei             | -                       | 37 (7e)                 | -                       | -                       | -                       | 55 (4e)                 | 18 (17e)                | 100 (1er)               | 216             |

| - Vainqueur - 2e place - 3e place | - Finaliste - Demi-finaliste - Classé, dans les points | - Classé, hors des points - Disqualifié (Dq.) - N'a pas participé ( - ) |

| Place | Grimpeuse            | Étape de coupe du monde | Étape de coupe du monde | Étape de coupe du monde | Étape de coupe du monde | Étape de coupe du monde | Étape de coupe du monde | Étape de coupe du monde | Étape de coupe du monde | Total de points |
| Place | Grimpeuse            | [ 28 ]                  | [ 29 ]                  | [ 30 ]                  | [ 31 ]                  | [ 32 ]                  | [ 33 ]                  | [ 34 ]                  | [ 35 ]                  | Total de points |
| ----- | -------------------- | ----------------------- | ----------------------- | ----------------------- | ----------------------- | ----------------------- | ----------------------- | ----------------------- | ----------------------- | --------------- |
| 1er   | Anna Stöhr           | 100 (1er)               | 100 (1er)               | 100 (1er)               | 100 (1er)               | 80 (2e)                 | 100 (1er)               | 100 (1er)               | 100 (1er)               | 700             |
| 2e    | Akiyo Noguchi        | 55 (4e)                 | 65 (3e)                 | 80 (2e)                 | 55 (4e)                 | 65 (3e)                 | 80 (2e)                 | 80 (2e)                 | 37 (9e)                 | 480             |
| 3e    | Alex Puccio          | 65 (3e)                 | 55 (4e)                 | 65 (3e)                 | 43 (7e)                 | 29 (10e)                | 65 (3e)                 | 65 (3e)                 | 80 (2e)                 | 438             |
| 4e    | Shauna Coxsey        | 51 (5e)                 | 80 (2e)                 | 55 (4e)                 | 65 (3e)                 | 29 (10e)                | 55 (4e)                 | 55 (4e)                 | 65 (3e)                 | 426             |
| 5e    | Juliane Wurm         | 43 (7e)                 | 51 (5e)                 | 31 (11e)                | 0 (31e)                 | 100 (1er)               | 43 (7e)                 | 51 (5e)                 | 26 (13e)                | 345             |
| 6e    | Katharina Saurwein   | 40 (8e)                 | 47 (6e)                 | 47 (6e)                 | 40 (8e)                 | 29 (10e)                | 47 (6e)                 | 43 (7e)                 | 55 (4e)                 | 317             |
| 7e    | Momoka Oda           | 80 (2e)                 | 37 (9e)                 | 34 (10e)                | 34 (10e)                | 51 (5e)                 | 51 (5e)                 | 26 (13e)                | -                       | 313             |
| 7e    | Melissa Le Nevé      | 22 (15e)                | 22 (15e)                | 37 (9e)                 | 80 (2e)                 | 55 (4e)                 | 40 (8e)                 | 40 (8e)                 | 22 (15e)                | 296             |
| 9e    | Mina Leslie-Wujastyk | 34 (10e)                | 28 (12e)                | 28 (12e)                | 24 (14e)                | 37 (9e)                 | 28 (12e)                | 31 (11e)                | -                       | 210             |
| 10e   | Mina Markovic        | 28 (12e)                | 16 (18e)                | 51 (5e)                 | 51 (5e)                 | 24 (14e)                | -                       | -                       | 34 (10e)                | 204             |

| - Vainqueur - 2e place - 3e place | - Finaliste - Demi-finaliste - Classé, dans les points | - Classé, hors des points - Disqualifié (Dq.) - N'a pas participé ( - ) |

### Vitesse
| Place | Grimpeur               | Étape de coupe du monde | Étape de coupe du monde | Étape de coupe du monde | Étape de coupe du monde | Étape de coupe du monde | Étape de coupe du monde | Étape de coupe du monde | Total de points |
| Place | Grimpeur               | [ 36 ]                  | [ 37 ]                  | [ 38 ]                  | [ 39 ]                  | [ 40 ]                  | [ 41 ]                  | [ 42 ]                  | Total de points |
| ----- | ---------------------- | ----------------------- | ----------------------- | ----------------------- | ----------------------- | ----------------------- | ----------------------- | ----------------------- | --------------- |
| 1er   | Stanislav Kokorin      | 100 (1er)               | 100 (1er)               | 65 (3e)                 | 26 (13e)                | 65 (3e)                 | 80 (2e)                 | 100 (1er)               | 510             |
| 1er   | Libor Hroza            | 80 (2e)                 | 22 (15e)                | 100 (1er)               | 80 (2e)                 | 80 (2e)                 | 12 (20e)                | 43 (7e)                 | 405             |
| 3e    | Qixin Zhong            | 65 (3e)                 | -                       | 80 (2e)                 | 65 (3e)                 | 100 (1er)               | 24 (14e)                | 22 (15e)                | 360             |
| 4e    | Yaroslav Gontaryk      | 47 (6e)                 | 80 (2e)                 | 37 (9e)                 | -                       | 37 (9e)                 | 34 (10e)                | 65 (3e)                 | 300             |
| 5e    | Marcin Dzienski        | 55 (4e)                 | 37 (9e)                 | 55 (4e)                 | 43 (7e)                 | 22 (15e)                | 55 (4e)                 | 51 (5e)                 | 296             |
| 6e    | Leonardo Gontero       | 37 (9e)                 | 65 (3e)                 | 40 (8e)                 | 51 (5e)                 | 47 (6e)                 | 26 (13e)                | 34 (10e)                | 274             |
| 7e    | Evgenii Vaitcekhovskii | -                       | 51 (5e)                 | 47 (6e)                 | 28 (12e)                | 55 (4e)                 | 65 (3e)                 | 26 (13e)                | 272             |
| 8e    | Dmitrii Timofeev       | 43 (7e)                 | 55 (4e)                 | -                       | 47 (6e)                 | 31 (11e)                | 43 (7e)                 | 40 (8e)                 | 259             |
| 9e    | Arseniy Shevchenko     | -                       | 18 (17e)                | 34 (10e)                | 100 (1er)               | 34 (10e)                | -                       | 31 (11e)                | 237             |
| 10e   | Danylo Boldyrev        | 51 (5e)                 | 43 (7e)                 | 24 (14e)                | -                       | 51 (5e)                 | 51 (5e)                 | 10 (21e)                | 230             |

| - Vainqueur - 2e place - 3e place | - Finaliste - Demi-finaliste - Classé, dans les points | - Classé, hors des points - Disqualifié (Dq.) - N'a pas participé ( - ) |

| Place | Grimpeuse            | Étape de coupe du monde | Étape de coupe du monde | Étape de coupe du monde | Étape de coupe du monde | Étape de coupe du monde | Étape de coupe du monde | Étape de coupe du monde | Total de points |
| Place | Grimpeuse            | [ 43 ]                  | [ 44 ]                  | [ 45 ]                  | [ 46 ]                  | [ 47 ]                  | [ 48 ]                  | [ 49 ]                  | Total de points |
| ----- | -------------------- | ----------------------- | ----------------------- | ----------------------- | ----------------------- | ----------------------- | ----------------------- | ----------------------- | --------------- |
| 1er   | Alina Gaidamakina    | 37 (9e)                 | 80 (2e)                 | 100 (1er)               | 100 (1er)               | 80 (2e)                 | 100 (1er)               | 55 (4e)                 | 515             |
| 2e    | Iuliia Kaplina       | 65 (3e)                 | 100 (1er)               | 51 (5e)                 | 43 (7e)                 | 100 (1er)               | 55 (4e)                 | 100 (1er)               | 471             |
| 3e    | Aleksandra Rudzinska | 100 (1er)               | 65 (3e)                 | 16 (17e)                | 55 (4e)                 | 51 (5e)                 | 80 (2e)                 | 51 (5e)                 | 402             |
| 4e    | Mariia Krasavina     | 43 (7e)                 | 43 (7e)                 | 80 (2e)                 | 65 (3e)                 | 55 (4e)                 | 65 (3e)                 | 80 (2e)                 | 388             |
| 5e    | Yuliya Levochkina    | 80 (2e)                 | 40 (8e)                 | 40 (8e)                 | 80 (2e)                 | 65 (3e)                 | 47 (6e)                 | 65 (3e)                 | 377             |
| 6e    | Anouck Jaubert       | 55 (4e)                 | 47 (6e)                 | 55 (4e)                 | 40 (8e)                 | 43 (7e)                 | 51 (5e)                 | 40 (8e)                 | 291             |
| 7e    | Klaudia Buczek       | 24 (14e)                | 51 (5e)                 | 22 (15e)                | 51 (5e)                 | 40 (8e)                 | 24 (14e)                | 43 (7e)                 | 233             |
| 8e    | Margot Heitz         | 47 (6e)                 | 55 (4e)                 | 16 (17e)                | 16 (18e)                | 37 (9e)                 | 28 (12e)                | 26 (13e)                | 209             |
| 9e    | Monika Prokopiuk     | 20 (16e)                | 7 (22e)                 | 43 (7e)                 | 37 (9e)                 | 31 (11e)                | 31 (11e)                | 34 (10e)                | 196             |
| 10e   | Edyta Ropek          | 51 (5e)                 | -                       | 31 (11e)                | 12 (20e)                | 34 (10e)                | 26 (13e)                | 37 (9e)                 | 191             |

| - Vainqueur - 2e place - 3e place | - Finaliste - Demi-finaliste - Classé, dans les points | - Classé, hors des points - Disqualifié (Dq.) - N'a pas participé ( - ) |

## Autres compétitions mondiales de la saison

### Jeux mondiaux 2013

#### Difficulté

##### Hommes
| Étapes | Lieu            | Or                       | Argent         | Bronze        |
| ------ | --------------- | ------------------------ | -------------- | ------------- |
| 3 août | Cali (Colombie) | Ramon Julian Puigblanque | Jakob Schubert | Magnus Midtbø |

##### Femmes
| Étapes | Lieu            | Or            | Argent   | Bronze               |
| ------ | --------------- | ------------- | -------- | -------------------- |
| 3 août | Cali (Colombie) | Mina Markovic | Jain Kim | Dinara Fakhritdinova |

#### Vitesse

##### Hommes
| Étapes | Lieu            | Or               | Argent            | Bronze      |
| ------ | --------------- | ---------------- | ----------------- | ----------- |
| 3 août | Cali (Colombie) | Dmitrii Timofeev | Stanislav Kokorin | Qixin Zhong |

##### Femmes
| Étapes | Lieu            | Or                | Argent           | Bronze         |
| ------ | --------------- | ----------------- | ---------------- | -------------- |
| 3 août | Cali (Colombie) | Alina Gaidamakina | Mariia Krasavina | Iuliia Kaplina |